# داود حنانيا
داود باشا حنانيا (1934 -) هو داود أنسطاس عيسى حنانيا، ولد في 24 يونيو عام 1934م في القدس في فلسطين. طبيب أردني وفريق متقاعد من الخدمات الطبية الملكية - الجيش العربي. عاش طفولته وبداية شبابه في بيت العائلة في القدس بين حيين لليهود. وشهد الاحتكاكات والمناوشات الأولى بينهم وبين العرب عام 1947. ومنذ توقيع معاهدة السلام يواظب حنانيا على زيارة القدس مرتين كل عام. لم يقم أية اتصلات شخصية أو مهنية مع مستشفيات أو كليات طب إسرائيلية حيث قال: «خاطبوني ودعوني أكثر من مرة. أجبتهم بالاستعداد للتعاطي معهم، في حالة وحيدة هي التقدم الفعلي على طريق السلام، والشروع في إقامة دولة فلسطينية مستقلة على الأراضي المحتلة في العام 1967».
ربطته علاقة قوية بالملك الحسين ملك الأردن ، رغم أنه لم يجر أية عملية جراحية له ولكنه كان يستشيره بالامور الصحية.

## نشأته
ينتمي حنانيا لأسرة مسيحية ذات جذور مقدسية فلسطينية وأردنية على السواء. والده انسطاس حنانيا انتخب نائباً لرئيس بلدية القدس أواخر ثلاثينيات القرن الماضي. في العام 1950 مع إعلان وحدة الضفتين، انتقل الوالد انسطاس إلى عمّان، واستقر فيها منذ ذلك التاريخ. تقلد الوالد انسطاس الوزارة عدة مرات تقارب من 18 مرة من بينها وزارة خاصة باللاجئين، ثم وزارة الخارجية، ووزارة العدل في العام 1952، في الفترة التي شهدت صياغة دستور المملكة الأردنية الهاشمية.
داود بقي في القدس لإكمال تعليمه الثانوي في «مدرسة الفرير»، حيث نال «شهادة المترك» العام 1951 وسارع مع العائلة بعد تخرجه للالتحاق بالوالد في عمان حيث حظي على منحة من الجيش العربي الأردني للدراسة في المملكة المتحدة. وحين تخرج كان أول خريج أردني منح بعثة. لم يرغب بممارسة السياسة، رغم جرح القدس الباقي في نفسه، فقد جذبه التحصيل العلمي. ما أن تخرج في العام 1957 حتى التحق بالجيش الأردني طبيباً جراحاً وإدارياً.

## دراساته وشهاداته
- شهادة الدراسة الثانوية البريطانية – (مترك لندن) 1951.
- بكالوريوس الطب والجراحة – جامعة لندن 1957.
- زمالة كلية الجراحين الملكية – بريطانيا 1961.
- زمالة كلية الجراحين الملكية – الولايات المتحدة 1971.
- زمالة كلية أطباء القلب الأمريكية – الولايات المتحدة 1977.

## شهادات الشرف العلمية
- زمالة الكلية العالمية لأمراض الشرايين 1979.
- زمالة شرف كلية الجراحين الملكية إيرلندا 1980.
- زمالة شرف كلية الأطباء والجراحين الملكية غلاسكو 1988.
- زمالة شرف كلية الجراحين الملكية بإدنبرة 1989.

## المجالس والجمعيات العلمية
- عضو المجلس الأعلى للعلوم والتكنولوجيا الأردن.
- عضو جمعية كولي لجراحين القلب والشرايين الولايات المتحدة.
- عضو جمعية دبغي العلمية لأمراض القلب والشرايين الولايات المتحدة.
- عضو جمعية الشرق الأوسط لزراعة الأعضاء.
- رئيس سابق للاتحاد الأردني للتنس الأرضي، الأردن.
- عضو المجلس الأعلى لمؤسسة الملك حسين الأردن.
- عضو هيئة مديريتي المركز العربي للقلب والجراحة الخاصة الأردن.

## إنجازاته
أجرى أول عملية قلب مفتوح في الأردن عام 1970، وبعد عامين أجرى أول عملية زراعة كلى في الأردن والعالم العربي، ثم أجرى أول عملية زراعة قلب في الأردن والعالم العربي أيضاً عام 1985. وقد عرف عنه بأنه من الاطباء الذين كانوا ينسقون بين مشافي الحكومة والمستشفيات الخاصة لحل مشاكل المرضى الذين لا يستطيعون الدفع. وكان رأيه بأن مشافي القطاع العام عليها ضغط كبير. والمستشفيات الخاصة غلب على أغلبها الجشع المالي.
- أجرى أول عملية قلب مفتوح تغيير صمام في الأردن عام 1970.
- أجرى أول عملية زراعة كلى في الأردن والعالم العربي عام 1972.
- أجرى أول عملية قلب مفتوح تطعيم الشرايين في الأردن عام 1973.
- أجرى أول عملية زراعة قلب مفتوح في الأردن والعالم العربي عام 1985.

## نشاطاته
حضر العديد من المؤتمرات الدولية وشارك في تقديم الأبحاث والنشرات عن جراحة القلب والشرايين في معظم دول العالم.

## العمل الحالي
- مستشار جراحة القلب والشرايين في المركز العربي للقلب والجراحة الخاصة.
- مستشار جراحة القلب والشرايين في مستشفيات القطاع الخاص في الأردن.

## مناصبه
تدرج في الرتب العسكرية إلى أن وصل إلى رتبة فريق  وشغل خلال عمله في السلك الطبي العسكري المناصب الفنية والإدارية التالية:
- رئيس دائرة الجراحة في المستشفى الرئيسي – الأردن.
- مدير مدينة الحسين الطبية ورئيس قسم جراحة القلب والصدر والشرايين.
- مدير الخدمات الطبية الملكية ورئيس دائرة جراحة القلب والشرايين في مركز الملكة علياء لأمراض وجراحة القلب.[4]
- مدير المؤسسة الطبية العلاجية ورئيس دائرة جراحة القلب والشرايين في مركز الملكة علياء لأمراض وجراحة القلب.
- عين عضواً في مجلس الأعيان الأردني – البرلمان الأردني مرتين من سنة 1989 إلى 1997.[5][6]

## أوسمته

### أولا: الأردنية
- وسام النهضة من الدرجة الأولى 1994.[7]
- وسام الكوكب من الدرجة الأولى 1977.[7]
- وسام الاستقلال من الدرجة الأولى 1972.[7]

### ثانيا: غير الأردنية
- وسام (بالإنجليزية: KBE.MIL 1984)‏ فارس الإمبراطور البريطانية.[7]
- وسام ألمانيا الغربية، وعدد من الأوسمة من دول أخرى مثل:فرنسا، الصين، السودان، الولايات المتحدة.[7]